# Disa esterhuyseniae
Disa esterhuyseniae är en orkidéart som beskrevs av Edmund André Charles Lois Eloi `Ted' Schelpe och Hans Peter Linder. Disa esterhuyseniae ingår i släktet Disa och familjen orkidéer. Inga underarter finns listade i Catalogue of Life.